# Wavre
Pour les articles homonymes, voir Wavre (homonymie).
 (juin 2021).
 (juin 2021).
Si vous disposez d'ouvrages ou d'articles de référence ou si vous connaissez des sites web de qualité traitant du thème abordé ici, merci de compléter l'article en donnant les références utiles à sa vérifiabilité et en les liant à la section « Notes et références ».
Wavre (en néerlandais : Waver ; en wallon : Wåve, localement Auve) est une ville francophone du centre de la Belgique située au bord de la Dyle, chef-lieu de la province du Brabant wallon en région wallonne.
Située sur l'axe Bruxelles-Namur, Wavre est en 2024 la treizième commune la plus peuplée de la Région wallonne et la soixante-et-unième de Belgique avec 35 558 habitants.
Wavre est aussi appelée la cité du Maca. La statue du sculpteur Jean Godard (1921-1967) date de 1962 et fait référence à un jeune garçon escaladant le muret de l'Hôtel de ville.
Ses habitants sont les Wavriens et les Wavriennes. Par assimilation, les Wavriens sont aussi appelés Macas.

## Étymologie
Circa 1050 Wauera, circa 1123 Waure, 1140 Wawera
Bois (gaulois uobera ou uoberno - « ruisseau caché » → « ravin » → « terre inculte » → « bois, forêt »), ou friche, terrain vague (wallon wavre, bas latin vavria) (?).

## Géographie

### Situation géographique
La commune est entourée des communes d'Ottignies-Louvain-la-Neuve, Rixensart, Overijse, Huldenberg, Grez-Doiceau et Chaumont-Gistoux. La ville de Wavre est traversée par la Dyle, une petite rivière, partiellement couverte. La superficie totale est de  42,06 km2.

### Sections
| # | Nom     | Superf. (km2) | Habitants (2020) | Habitants par km2 | Code INS |
| - | ------- | ------------- | ---------------- | ----------------- | -------- |
| 1 | Wavre   | 21,16         | 20.284           | 959               | 25112A   |
| 2 | Bierges | 9,66          | 5.020            | 520               | 25112B   |
| 3 | Limal   | 11,29         | 9.440            | 836               | 25112C   |

### Communes limitrophes
|           | Overijse                   | Huldenberg       |
| Rixensart | Wavre                      | Grez-Doiceau     |
|           | Ottignies-Louvain-la-Neuve | Chaumont-Gistoux |

## Démographie

### Démographie: Avant la fusion des communes
- Source: DGS recensements population

### Démographie: Commune fusionnée
En tenant compte des anciennes communes entraînées dans la fusion de communes de 1977, on peut dresser l'évolution suivante
Les chiffres des années 1831 à 1970 tiennent compte des chiffres des anciennes communes fusionnées.
- Source: DGS , de 1831 à 1981=recensements population; à partir de 1990 = nombre d'habitants chaque 1er janvier[5]

## Histoire

### Préhistoire
D'importants vestiges datés de l'âge du bronze ont été signalés à proximité de Wavre, sur le plateau d'Ottembourg. Un éperon barré y aurait accueilli un refuge ou une place forte, ainsi qu'en témoignent des prospections pédestres et une étude approfondie des caractéristiques du site.

### Antiquité
Dans le courant du Ier siècle apr. J.-C., séduit par le site de l’Hosté à Basse-Wavre, un riche propriétaire (ou un haut fonctionnaire à la retraite) y fit construire sur le coteau des Hayettes une luxueuse villa à portique, avec installation de bains et salles de séjour, qui devint le centre d’un important domaine agricole. Détruite dans la seconde moitié du IIIe siècle apr. J.-C., la villa disparut ; ses ruines gisent dans un champ près de la ferme de l’Hosté. Cette villa fut considérée, à juste titre, comme une des plus grandes et des plus riches découvertes en Belgique.
Les bois, taillis et bruyères recouvrirent les terres de culture abandonnées et il faudra attendre le XIe siècle pour voir apparaître Wavre dans l’histoire. Le toponyme Wavre reflète bien cette situation ; d’origine celtique ou gauloise, influencé par le germanique, il pourrait désigner des terrains marécageux, couverts de broussailles et non cultivés.

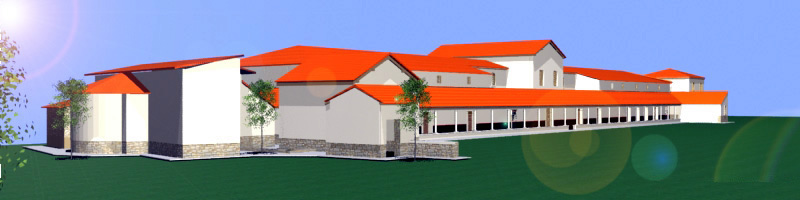
Hypothèse de représentation de la villa de Basse-Wavre.

### Moyen Âge

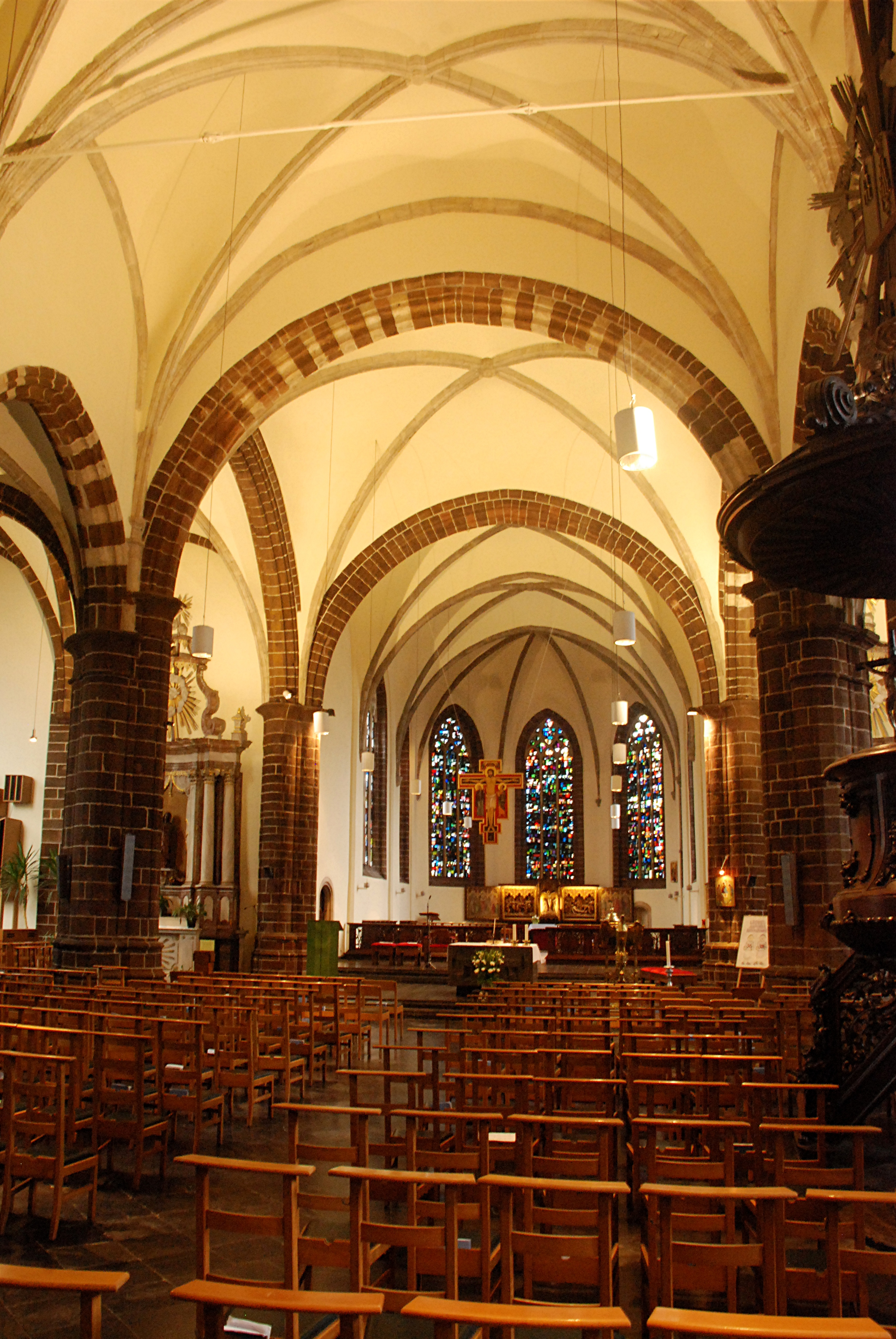
Intérieur de l'église Saint-Jean-Baptiste.

Du Ve au XIIe siècle, le territoire de Wavre va se repeupler peu à peu suivant un processus qui nous échappe en grande partie. À Bossut-Gottechain, sur le territoire de la commune de Grez-Doiceau, un important cimetière mérovingien a été mis au jour et fouillé entre 2002 et 2006. Plus de 430 tombes à inhumation ont été découvertes; le site est l'un des plus importants du pays en termes de richesse du mobilier funéraire. Bien que des tessons de céramique des périodes mérovingienne et carolingienne aient été découverts de manière fortuite dans le village de Grez, le lien entre la nécropole et l'habitat n'a pas été clairement établi. Plus largement, cette période du haut Moyen Âge est encore mal connue à Wavre.
En 1050, Wavre est mentionnée comme une ville du pagus de Brabant. C’est en fait un domaine agricole appartenant aux comtes de Louvain. Ceux-ci installent leur réserve aux alentours du site de l’Hosté et à proximité de l’ancienne villa romaine. Ils y édifient une chapelle libre pour assurer le service divin aux serfs du domaine. Vers 1086, Fulgence, l'abbé d'Affligem fonde l'Abbaye de Wavre.
Vers la même époque, le comte Henri III de Louvain installe à Wavre même un seigneur particulier alors qu’un bourg s’est formé au croisement des deux routes. Un marché y existe déjà au début du XIIIe siècle et le bourg va grandir et devenir un centre de commerce et de transit. La population s’accroît et il se crée une classe de bourgeois, qui en 1222, avec l’appui de leur seigneur, obtinrent du duc Henri Ier, une charte de franchise qui leur accorde une autonomie sur le plan politique et des facilités sur le plan commercial. Cette charte constituait une clé ouvrant pour des siècles la porte de la prospérité.
Après avoir été offerte en 1303, par le duc Jean II de Brabant à son demi-frère Jean Meeuwe, la seigneurie de Wavre fut maintenue dans les mains de son fils Guillaume, puis de sa fille Marguerite de Wavre qui épousa un membre de la famille de Beaufort-Spontin.
En dehors des commerçants tenant boutique dans les rues principales, des marchés hebdomadaires se créent : le marché aux grains dans la halle et aux alentours sur l'actuelle place Cardinal Mercier, le marché au bétail sur l'actuelle place de l’Hôtel de Ville et le marché au beurre et au fromage dans l'actuelle rue du Commerce.
Le hameau de Basse-Wavre, où l’abbaye d’Affligem a installé un prieuré[Passage contradictoire] un siècle plus tôt, devient au cours du XIIe siècle un centre important du culte marial dans la région, lieu de pèlerinages qui entraîna dans son sillage l’installation de deux foires, chaque année, les 8 et 21 septembre, qui se tenaient aux abords de l’église du prieuré et dans les prés de l’Harbatte.

### Époque moderne
Jusqu’à la fin du XVe siècle, la ville semble jouir d’une paix relative mais cela ne pouvait durer. Wavre adhéra à la révolte des États contre Maximilien d’Autriche et, le 8 mars 1489, le duc Albert de Saxe, lieutenant de Maximilien, s’empara de la ville et la livra au pillage et à l’incendie. Les vannes se sont ouvertes et la ville va connaître jusqu’au début du XVIIIe siècle les malheurs de la guerre:
- En 1507, pillage et incendie par le duc de Guildre ;
- En 1542, pillage et incendie par les troupes du général Martin van Rossum ;
- De 1568 à 1596, Wavre subit les contrecoups dévastateurs des guerres politiques et religieuses.

Le XVIIe siècle débuta très mal pour la ville. Le 9 mai 1604, des troupes espagnoles mutinées incendièrent Wavre: plus de 180 maisons ainsi que l’église paroissiale furent détruites. En 1624-1625 et en 1628-1629, des maladies contagieuses ravagèrent la ville et les malades durent se réfugier aux alentours de l’ermitage de Wavre pour enrayer la contagion.
La guerre avec son cortège de misères, va sévir dans la région de Wavre perturbant la tenue des marchés et le commerce local, tout au long du siècle, marqué principalement par la guerre entre la France, alliée aux Provinces-Unies (1596-1659), et les guerres de Louis XIV qui vont se succéder presque sans interruption de 1667 à 1713.
Pendant ce temps, une maladie contagieuse frappa la ville en 1668 et comble de malheur, le 28 avril 1695, un terrible incendie éclata à Wavre, détruisant le couvent des Carmes, l’église paroissiale et plus de 300 maisons. Le 17 juillet 1714, nouvel incendie et nouveau désastre avec la destruction de 200 maisons. La ville mit quelques années à se redresser et à ranimer son commerce languissant. Heureusement, elle put jouir d’une paix prolongée jusqu’à la fin du XVIIIe siècle, si l’on excepte la guerre entre la France et l’Autriche de 1744 à 1748 qui causa quelques remous.
L’évolution de la population reflète bien cette situation. Wavre compte en 1693, 2 478 habitants contre 2 194 en 1709, soit une perte de 22 %. Au cours du XVIIIe siècle, la remontée est spectaculaire ; en 1755, 2 603 habitants, 3 789 en 1784.
Malgré les malheurs de la guerre, le commerce s’est maintenu vaille que vaille et, sitôt la paix revenue, Wavre compte 15 hôtelleries et 15 auberges. En 1755, on dénombre 116 commerces de tous genres et en 1796, 176.

### Époque contemporaine
Pendant cette période de près de deux siècles, la ville de Wavre va connaître nombre d’événements, tant sur le plan politique que démographique et économique, sans compter les contrecoups des événements extérieurs.
La révolution brabançonne, qui souleva nos provinces contre l’Autriche, secoua fortement la population wavrienne: pillages et sévices contre les partisans de l’Autriche, perquisitions abusives, création d’une brigade de volontaires sous les ordres des « bailli-maïeu Reusou », participation aux mouvements militaires. Malgré le retour des Autrichiens en décembre 1790, l’agitation se poursuivit plus ou moins clandestinement malgré l’intervention de la justice. En 1792, les anciens volontaires attendent l’arrivée des Français.

#### Période française
Le 6 novembre 1792, l’armée autrichienne fut battue à Jemappes, près de Mons, et les Pays-Bas tombèrent sous la domination de la République française. Cette première occupation française ne semble pas avoir troublé l’existence des Wavriens. Le 18 mars 1793, ce sont les Français qui sont défaits à la bataille de Neerwinden. Les Autrichiens rétablirent l’Ancien régime mais pour peu de temps.
Le 24 juin 1794, c'est le retour offensif et la victoire des Français à Fleurus. Le 12 juillet, l’armée française campait à Bierges, aux alentours directs de Wavre, et causait quelques dégâts dans les champs de Bilande. La ville de Wavre fut frappée de taxes et de réquisitions comme partout ailleurs. Les anciens magistrats restèrent en place mais par arrêté du 24 messidor an III (11 juillet 1795), l’administration centrale décréta la suppression des anciennes cours échevinales et la création d’un seul corps municipal pour Wavre et Basse-Wavre. Une page de l’histoire de Wavre était définitivement tournée.
Les réformes du régime politique et administratif vont se poursuivre. Par arrêté du 14 fructidor au III (31 août 1795), le Comité de Salut Public divisa le territoire de la Belgique en neuf départements. Wavre fit partie du département de la Dyle et de l’arrondissement de Nivelles et chef-lieu de canton. À la suite du coup d’État du Directoire perpétré le 4 septembre 1797, la période allant de septembre 1797 à octobre 1799 fut assez troublée dans la région de Wavre par la persécution religieuse et par l’instauration, en septembre 1798, de la conscription. Par décret du 1er octobre 1795, la Convention annexa la Belgique à la France et les Wavriens devinrent citoyens français.

#### Royaume-Uni des Pays-Bas
Après le départ des Français en février 1814, le Brabant avec Wavre passa sous la tutelle du royaume uni des Pays-Bas de 1815 à 1830. Pendant la campagne de Belgique de 1815, les 18 et 19 juin 1815, la bataille de Wavre opposa les troupes françaises de Grouchy à un corps de l'armée prussienne commandé par Johann von Thielmann. Les ponts et la rue principale furent durement disputés ;  Grouchy resta maître de la ville mais trop tard pour intervenir dans la bataille de Waterloo.

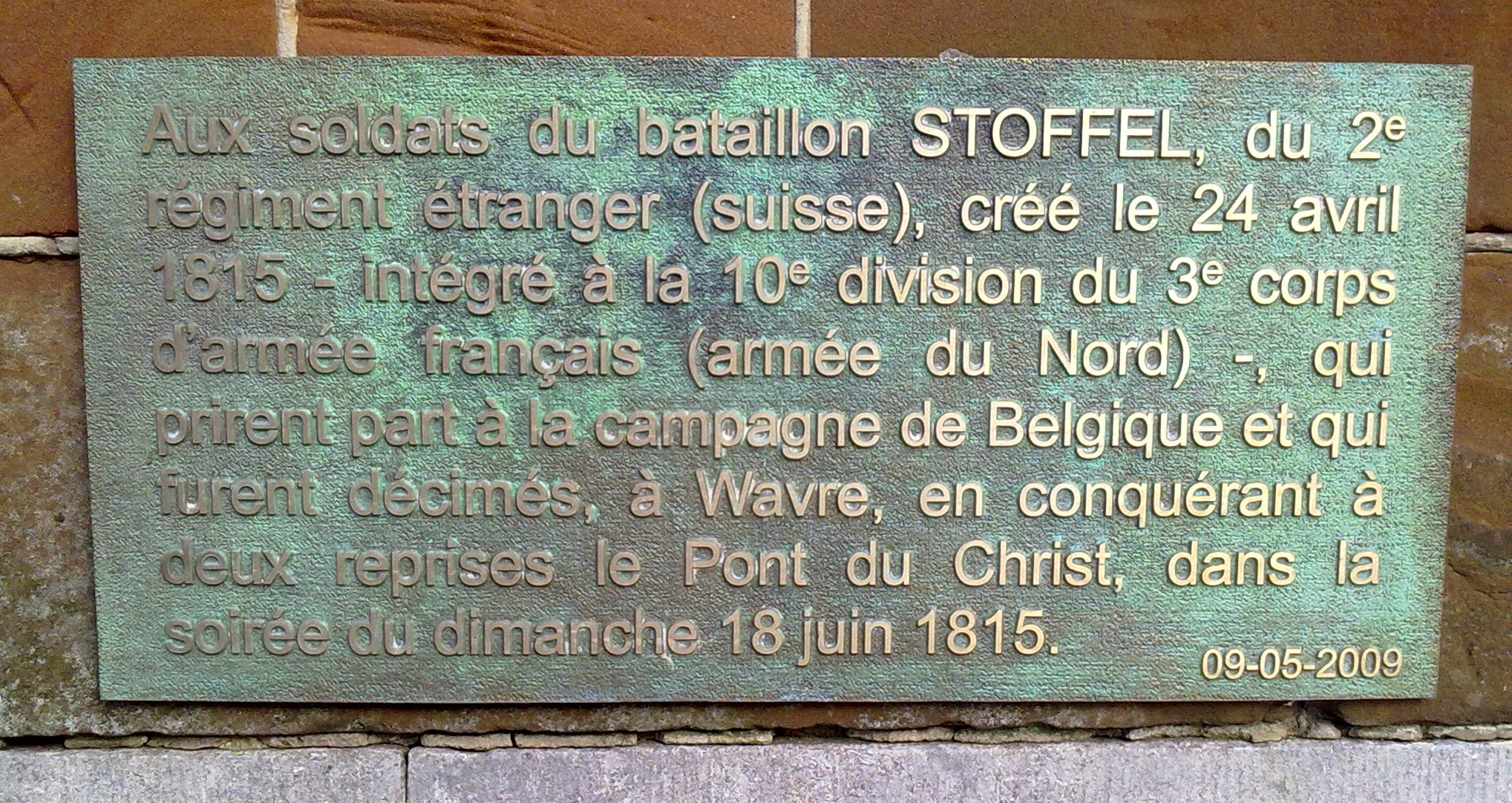
Plaque commémorant les affrontements de la bataille de Wavre sur le pont de la Dyle, combat collatéral de la bataille de Waterloo.

Après le départ définitif des Français, la Belgique actuelle est rattachée aux anciennes Provinces-Unies pour former le nouveau royaume des Pays-Bas. Condition fondamentale, les communications de Wavre avec l’extérieur vont se développer. Depuis 1769, la ville était reliée par une route pavée à Bruxelles. Le gouvernement du royaume uni des Pays-Bas va permettre la prolongation de la chaussée depuis Lauzelle jusqu’à Namur et la création de la transversale Wavre-Hamme-Mille vers Louvain. Mais cette union ne dure pas et, en septembre 1830, c'est la révolution belge qui sera suivie par l’indépendance de la Belgique.
En septembre 1830, Charles Rogier et une troupe de 300 Liégeois armés traversèrent Wavre pour rejoindre Bruxelles et prendre part aux combats de la révolution belge.

#### Après l'indépendance belge
Après 1830, les liaisons routières se multiplièrent :
- En 1837, construction de la route de Nivelles à Wavre par Genappe ;
- En 1856, la création d’une route à Hannut par Jodoigne et d’une route de Wavre à Huy par Perwez.

Par suite de multiples avatars, le chemin de fer qui devait relier Bruxelles à Gembloux par Wavre fut détourné vers Ottignies mais, grâce à la création des lignes Wavre-Charleroi, Wavre-Manage par Nivelles et Wavre-Louvain, Wavre devint à partir de 1855 un centre ferroviaire. Le régime communal, qui avait subsisté après l'indépendance belge, est confirmé par la loi du 30 mars 1886. En complément des liaisons déjà présentes, en 1887 débutèrent les travaux d’établissement d’une ligne vicinale entre Wavre et Jodoigne et en 1896 d’une ligne Wavre Braine-l’Alleud par Waterloo.
De l'indépendance belge jusqu'à 1914, Wavre connut une longue période de paix, bénéfique pour son développement et son économie.
Le 20 août 1914, les troupes allemandes entrèrent dans Wavre. Sous de fallacieux prétextes, les Allemands accusèrent les habitants d’avoir tiré sur les troupes. En représailles, plusieurs maisons furent incendiées et la ville frappée de lourdes contributions avec prise d’otages. Le 15 novembre 1916, les Allemands procédèrent à la réquisition des hommes pour leur déportation en Allemagne. Deux Wavriens furent fusillés pour espionnage: Adelin Colon et Joseph Joppart. La ville fut libérée en novembre 1918.
En 1940, Wavre formait un chaînon de la ligne de défense KW. Le mardi 14 mai, la ville fut bombardée par l’aviation allemande. Tout le centre fut incendié y compris l’hôtel de ville. La ville était défendue par le Corps expéditionnaire britannique et de violents combats s’engagèrent du 15 au 17 mai. Après quatre ans d’occupation, la ville fut libérée dans des conditions difficiles avec les résistants et, en réaction, les Allemands incendièrent de nombreuses maisons au Sablon. Le soir, la ville fut bombardée par la D.C.A. de Beauvechain. Le 5 septembre, les Anglais, accourus de Bruxelles parvinrent à libérer la ville au soir.
Les guerres de 1914-1918 et de 1940-1945 ont donc marqué douloureusement la cité.
L'autoroute des Ardennes (A4) atteignit Wavre en 1969.
L'ancienne ville de Wavre, dont la population était passée de 4 000 habitants en 1804 à 13 000 habitants en 1976, disparut comme entité politique le 31 décembre 1976. Le 1er janvier 1977, Wavre fusionna avec les communes de Bierges et Limal.
Le 17 juillet 2021, la Dyle est sortie de son lit et a notamment inondé la ville de Wavre et le parc d'attractions voisin de Walibi Belgium,.

## Héraldique
|  | Les armoiries reconnues à l'ancienne commune sous le régime hollandais en 1816 ont été confirmées par un arrêté royal belge en 1841. Elle figurent sur le sceau de Wavre depuis la fin du XVIIe siècle au moins. Blasonnement : d'argent, à trois feuilles de lac, de sinople, l’écu timbré d'une couronne d'or. - Délibération communale : 18 mai 1841 - Arrêté royal : 30 décembre 1841 Source du blasonnement : L’Hôtel de Ville sur le site officiel de Wavre. |
|  | Un arrêté royal du 2 février 1978, qui suit la fusion des communes, modifie légèrement le blasonnement. Blasonnement : d'argent à trois feuilles de nénuphar de sinople; l'écu sommé d'une couronne à cinq fleurons. DC 24 janvier 1977 - AR 2 février 1978 - MB 29 avril 1978 Source du blasonnement : Les miroirs de l'identité communale, l’emblème de Wavre est-il le nénuphar ou la bouterolle ? (Christian Sonon, Le Soir).                                  |

## Politique et administration

### Conseil et collège communal 2024-2030
| Fonction           | Titulaire | Titulaire               | Parti       |
| ------------------ | --------- | ----------------------- | ----------- |
| Bourgmestre        |           | Benoît Thoreau          | Les Engagés |
| 1er Échevin        |           | Benoit Raucent          | Les Engagés |
| 2e Échevine        |           | Kyriaki Michelis        | PS          |
| 3e Échevine        |           | Josiane Weets           | Les Engagés |
| 4e Échevin         |           | Gatien de Radzitzky     | Les Engagés |
| 5e Échevine        |           | Aurore Goyens de Heusch | Les Engagés |
| 6e Échevin         |           | Joëy Kumps              | PS          |
| Présidente du CPAS |           | Véronique Michel-Mayaux | Ecolo       |

### Liste des bourgmestres successifs
| Identité                                                               | Période          | Période         | Durée             | Étiquette                                       |
| Identité                                                               | Début            | Fin             | Durée             | Étiquette                                       |
| ---------------------------------------------------------------------- | ---------------- | --------------- | ----------------- | ----------------------------------------------- |
| François-Xavier-Joseph Fortamps (d) (5 octobre 1771 - 2 décembre 1850) | 1842             | 1850            | 8 ans             |                                                 |
| Alfred Leurquin (2 février 1876 - 26 juillet 1951)                     | 1927             | 1937            | 10 ans            | Parti réformateur libéral                       |
| Henri Lepage (d) (23 février 1882 - 17 mai 1945)                       | 1937             | 1941            | 4 ans             | Parti ouvrier belge                             |
| Alphonse Bosch (d) (8 février 1886 - 6 août 1944)                      | 1941             | 1944            | 3 ans             | Parti ouvrier belge                             |
| Jean-Baptiste Junion (d) (5 mars 1890 - 16 janvier 1956)               | 1946             | 1947            | 1 an              | Parti réformateur libéral                       |
| Alfred Leurquin (2 février 1876 - 26 juillet 1951)                     | 1947             | 1949            | 2 ans             | Parti réformateur libéral                       |
| Robert Fernand Hulet (d) (16 février 1913 - 7 septembre 1999)          | 1949             | 1953            | 4 ans             | Parti réformateur libéral                       |
| Justin Peeters (d) (5 novembre 1908 - 20 décembre 1978)                | 1953             | 1976            | 23 ans            | Parti socialiste belge                          |
| Robert Fernand Hulet (d) (16 février 1913 - 7 septembre 1999)          | 1977             | 1983            | 6 ans             | Parti réformateur libéral                       |
| Charles Aubecq (23 août 1926 - 22 février 2015)                        | 1983             | 2006            | 23 ans            | Parti réformateur libéral Mouvement réformateur |
| Charles Michel (né le 21 décembre 1975)                                | 2006             | 2014            | 8 ans             | Mouvement réformateur                           |
| Françoise Pigeolet (d)                                                 | 2014             | 2022            | 8 ans             | Mouvement réformateur                           |
| Anne Masson (d)                                                        | 22 novembre 2022 | 2 décembre 2024 | 2 ans et 10 jours | Mouvement réformateur                           |
| Benoît Thoreau (d)                                                     | 2 décembre 2024  | En cours        | 8 mois et 6 jours | Les Engagés                                     |

## Patrimoine et culture

### Patrimoine architectural
- L'église Saint-Jean-Baptiste.

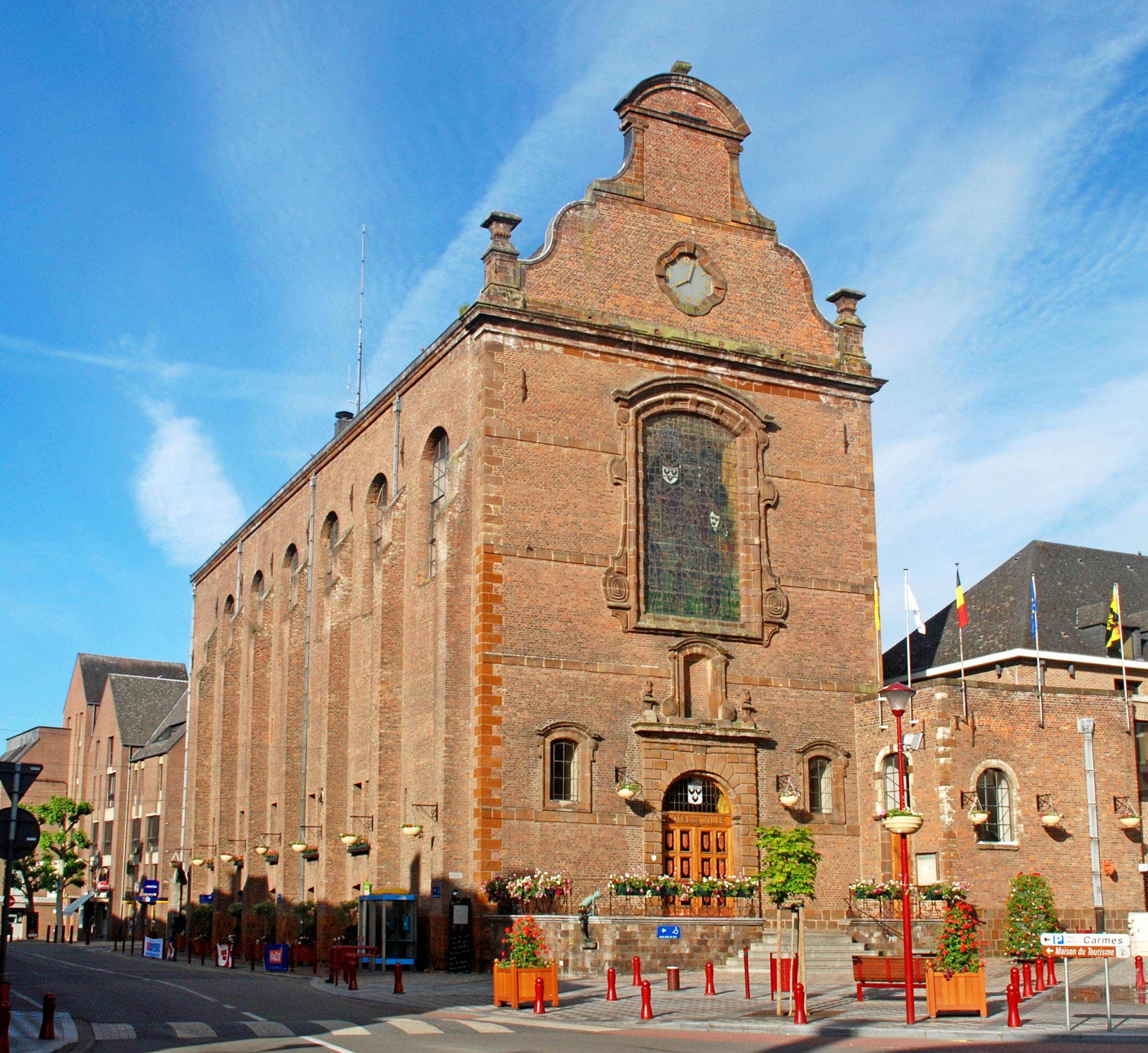
Ancien couvent des Carmes Chaussés (hôtel de ville).

- l'ancien couvent des Carmes Chaussés (devenu hôtel de ville).
- La basilique Notre-Dame de Basse-Wavre, datant du XVIe siècle.
- La ferme de l'Hosté, site archéologique de la période gallo-romaine.
- Fresque de l'héroïne de bande dessinée Yoko Tsuno[12].
- L'ancien prieuré de Wavre, reconstruit, abritant en 1973 un petit séminaire.
- Le château de l'Ermitage, où se trouve le bureau du Cercle d'Histoire et d'Archéologie de Wavre.

#### Aspects architecturaux de l'ancien prieuré de Wavre
Les bâtiments de l'ancien prieuré de Wavre sont dominés par la tour de son église, tour datant de 1710. Cette église associe le style gothique de son chœur, au style renaissance des nefs, et au baroque de la façade. Des matériaux très divers ont été employés pour la construction de ce sanctuaire gardant une chapelle du XIIe siècle, dédiée à la Vierge Marie. Ce sanctuaire contient une châsse de 1626, façonnée en cuivre doré.

### Culture
- Le Wacolor, festival de musique, fête de la musique, 21 juin.

#### Folklore

##### Procession solennelle liée à la châsse de l'ancien prieuré
Cette châsse est appelée le coffre. Une fois par an, le dimanche qui suit la Saint-Jean-Baptiste, elle est portée par des pèlerins venus de Noville-sur-Méhaigne, lors d'une procession solennelle qui effectue un périple relayé par une vingtaine de chapelles. Cette procession est nommée le Grand Tour.
- Cortège carnavalesque le dimanche 21 jours avant Pâques.
- Fête annuelle de Wavre, le dimanche après le 24 juin.
- Le Grand Tour de Basse-Wavre[13], le dimanche après le 24 juin.
- "Jeu de Jean et Alice", spectacle mêlant théâtre, chants et danses, à l'Ascension, tous les cinq ans environ[14],[15]

## Galerie du passé

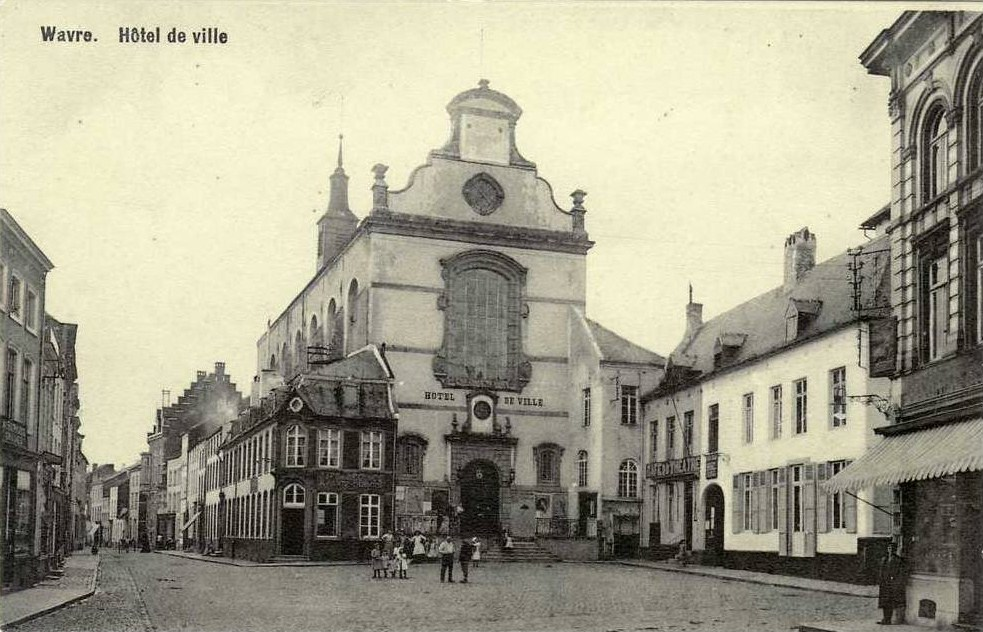
L'hôtel de ville au début du XXe siècle.
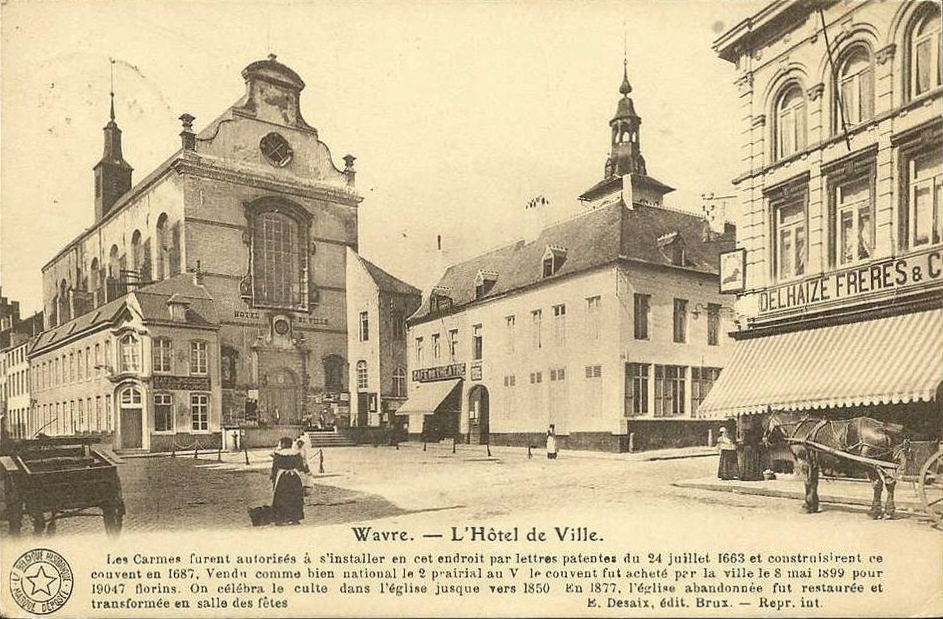
L'hôtel de ville.
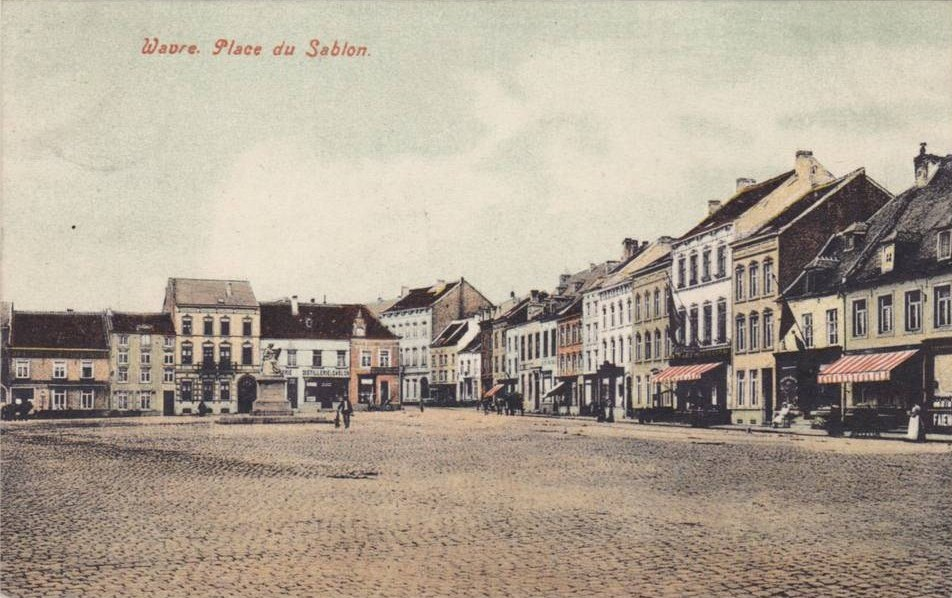
La place Bosch et le Monument à Léopold Ier en 1902.
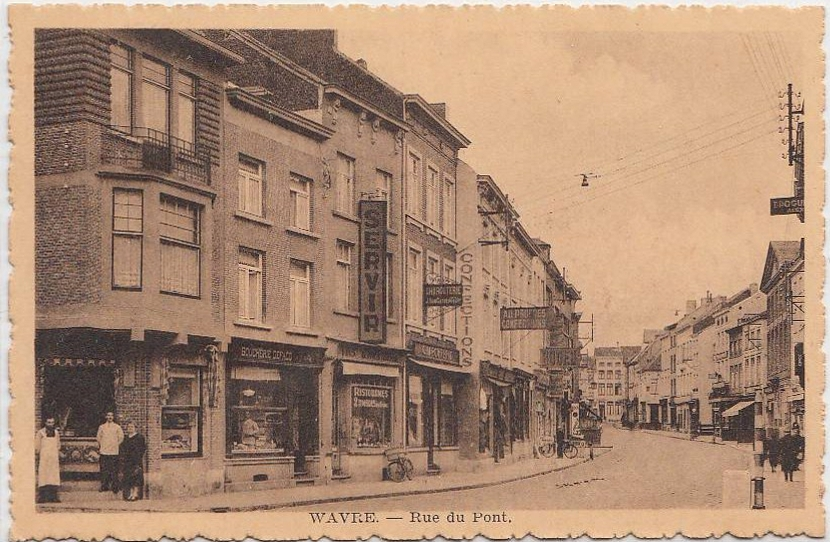
Rue du Pont au début du XXe siècle.
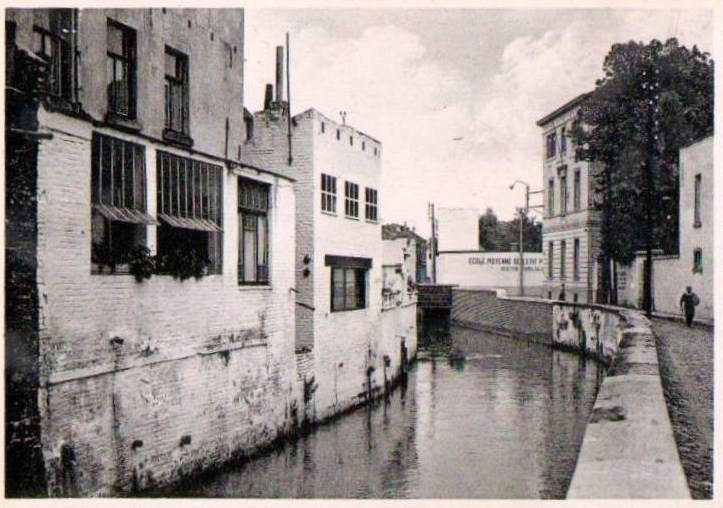
La Dyle en ville.

## Économie

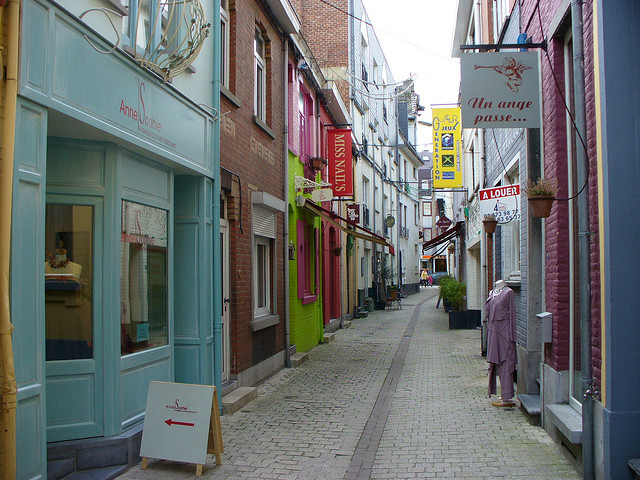
La rue de la Source, dans le centre piétonnier.

Wavre a conservé et même développé son agriculture qui n’a connu un réel déclin qu’à partir de 1970 avec la disparition de plusieurs fermes importantes et l’extension des lotissements.
Sur le plan commercial, Wavre est resté jusqu’à nos jours le centre commercial. Le commerce reste la base de sa prospérité. Les foires d’antan ont disparu mais les marchés hebdomadaires se sont maintenus, surtout celui du mercredi qui connaît un vif succès au XIXe siècle, le marché de Wavre était, après ceux de Bruxelles, le plus important de la province de Brabant.
Les commerces se sont développés. En 1796, Wavre comptait 175 commerçants ; entre 1890 et 1910, on dénombrait 260 commerces de détail et, en 1965, 400 établissements de commerce. Grâce au chemin de fer, le quartier de la gare devint un centre d’attraction avec ses messageries et ses hôtels.
Au cours de la période qui nous occupe, Wavre connut une mini révolution industrielle avec l’apparition de plusieurs industries : les papeteries de Basse-Wavre en 1819, la sucrerie de Wavre en 1864, les fonderies Henri Berger en 1876, la manufacture d’ouates « Orval » en 1905 et les Capsulerie Goffart et Gounisseu en 1919.
Aujourd'hui, Wavre est un pôle économique important du Brabant wallon, notamment grâce à son centre d'affaires et ses deux Zones d'Activités Économiques (appelés Zonings Nord et Sud) où se trouve entre autres GlaxoSmithKline, et ses parcs de loisirs dont les parcs Walibi et Aventure Parc. On y trouve aussi bon nombre de PME et de magasins.

### Les émetteurs radio
Certains des plus puissants émetteurs radio de la RTBF et de la VRT se trouvent réunis à la limite nord de la commune, le long de la N4. Les éléments les plus visibles sont les deux antennes portées par des pylônes de près de 300 m servant aux émissions FM des deux radios nationales et la grande antenne filaire servant aux émissions francophones en ondes courtes vers l'Europe du Sud et l'Afrique centrale. Ils ont été dynamités par les C.C.C. (Cellules Combattantes Communistes).

### Tourisme

#### Walibi Belgium et Aqualibi

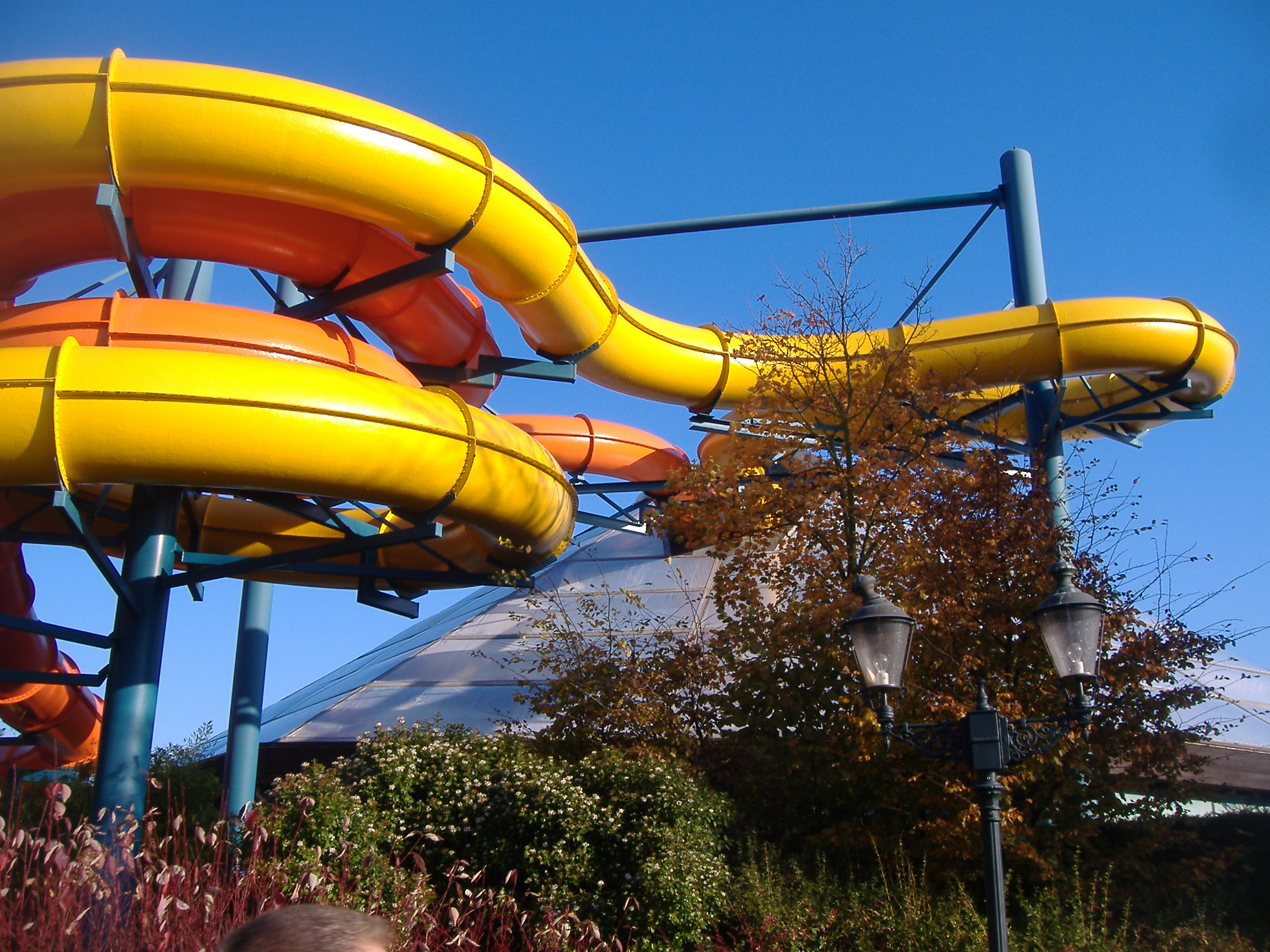
Toboggans extérieurs d'Aqualibi.

La ville de Wavre a également attiré de nombreux touristes depuis 1975, date à laquelle un parc d'attractions ouvre ses portes sur son territoire. Il est baptisé « Walibi », par contraction du nom des trois entités de la commune, Wavre-Limal-Bierges. Ce qui au départ n'était qu'une petite aventure régionale a grandi au point de devenir le plus grand parc d'attractions de Belgique et d'exporter son nom hors des frontières lors de l'ouverture de parcs en France et aux Pays-Bas. Racheté successivement par plusieurs groupes internationaux, celui-ci s'est un temps appelé « Six Flags Belgium ». 2005 signe le retour du nom originel (Walibi Belgium) et du wallaby, emblème du parc, éléments chers au cœur de bon nombre de visiteurs.

## Personnalités liées à la ville
- Jean Meeuwe, seigneur de Wavre
- Jean-Ferdinand Ringler, seigneur de Wavre (ancienne seigneurie de Charles Henri de Lorraine prince de Vaudémont) achetée par son beau-père François Ansillon, chevalier de l'Empire et ancien bourgmestre de Bruxelles)[16]

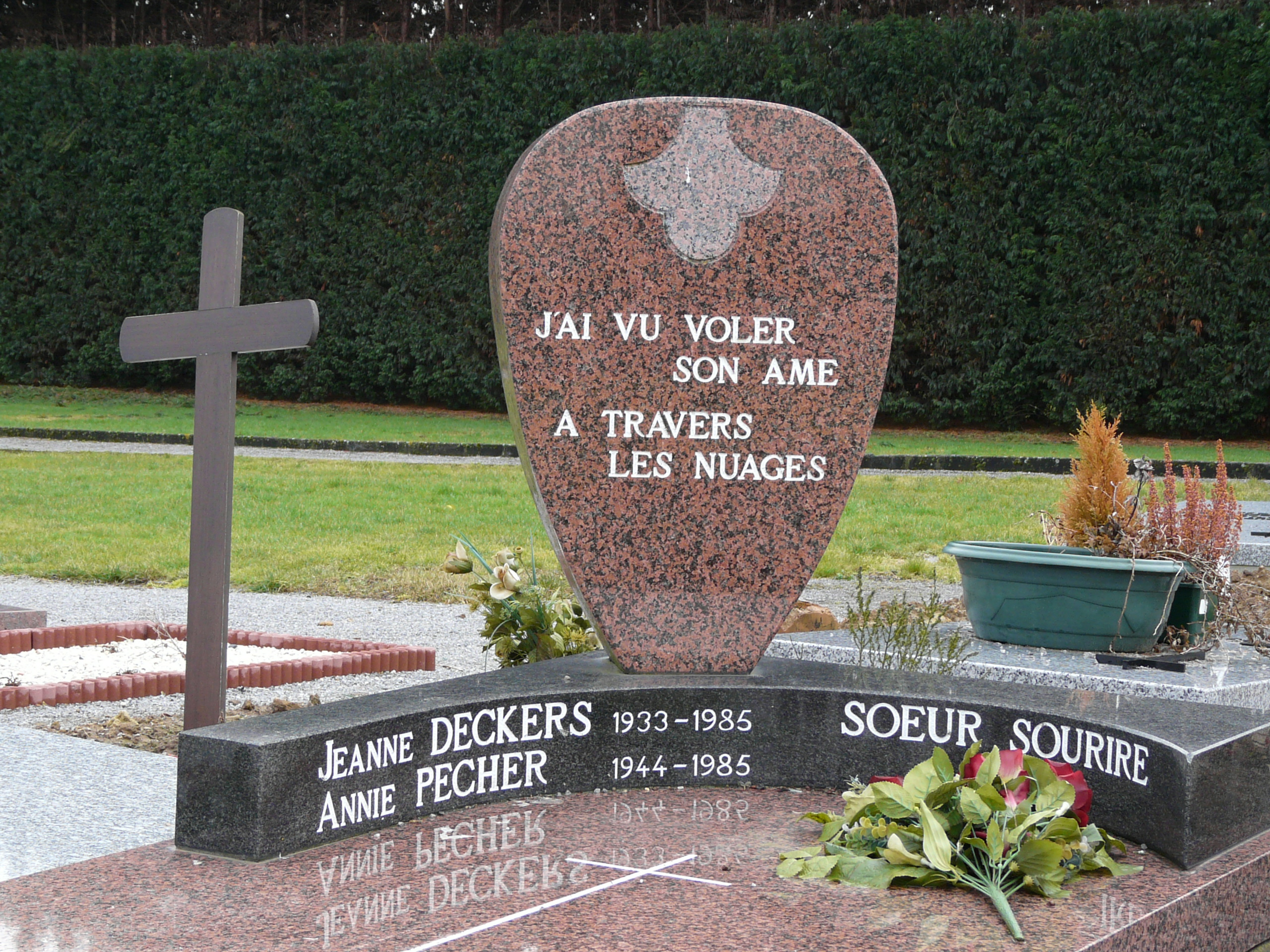
La tombe de Sœur Sourire.

- Corneille Stevens, prêtre wavrien, contre-révolutionnaire lors de l'occupation française et fondateur du stévenisme.
- Alexandre Pinchart, né à Wavre en 1823, mort à Bruxelles en 1884, érudit, historien, archiviste, spécialiste en histoire de l'art et en numismatique, conservateur en chef des archives royales du Royaume de Belgique.
- Alexis Houbotte, médecin de la Bienfaisance publique de 1875 à 1901.
- Chanoine Nicolas-Eugène Heyne, supérieur du petit séminaire de Basse-Wavre, né à La Hulpe le 24 juin 1828 et décédé à Wavre le 29 octobre 1898.
- Eugène Heynen, auteur dialectal wallon (1866 - 1950) et fondateur de la société d'apiculture de Wavre. Plaque commémorative à la Belle-Voie.
- Maurice Carême (1899-1978), poète, citoyen de Wavre où il est enterré. Une des principales écoles de Wavre porte son nom, l'Athénée Royal Maurice Carême (ARMC).
- Serge Vandercam (né à Copenhague en 1924), photographe, peintre et sculpteur, est mort à Wavre en 2005.
- Sœur Sourire (née Jeanne-Paule Marie Deckers à Bruxelles en 1933) s'est suicidée avec sa compagne Annie Pécher à Wavre en 1985 ; elle repose dans un cimetière de la ville auprès d'elle.
- Roger Leloup (1933-), auteur de la série de bande dessinée Yoko Tsuno.
- Dupa (né Luc Dupanloup, 1945-2000), auteur notamment de la série BD Cubitus, a longtemps habité Limal[17].
- Charles Michel (1975-), homme politique libéral, il a notamment exercé les fonctions de bourgmestre, ministre régional wallon, ministre fédéral, président du MR, premier ministre. Il est, depuis le 1er décembre 2019, président du Conseil européen.
- Bernard Depoorter (1981-), couturier-créateur belge né à Wavre.
- Colette Nys-Mazure (1939-), auteure belge née à Wavre.